# Belliqueuse (1917)
La Belliqueuse est une canonnière de lutte anti-sous-marine de la Marine nationale française, l’un des 23 navires de classe Ardent. Le navire a été lancé en 1917 au chantier naval des Forges et chantiers de la Gironde à Bordeaux, et mis en service dans la Marine nationale la même année. Il sert durant la Première Guerre mondiale et l’entre-deux-guerres. Le navire a été rayé de la liste de la flotte en 1928.

## Conception
Les canonnières de classe Ardent ont été commandées dans le cadre du programme d’expansion de la flotte française de 1916 et 1917,. En 1916, l’état-major de la marine française commanda 23 canonnières anti-sous-marines (ASM), de 266 tonnes, à machines à vapeur à triple expansion, qui furent nommés « classe Ardent ». Les navires étaient fondamentalement identiques aux canonnières de classe Friponne. Ils s’en distinguaient principalement par le type de propulsion : les canonnières de classe Friponne utilisaient des moteurs Diesel, mais les navires de classe Ardent étaient équipés de machines à vapeur, dans de nombreux cas récupérées sur de vieux torpilleurs mis hors service,. Ils différaient donc sensiblement les uns des autres en ce qui concerne la puissance et la vitesse. Ils avaient tous des étraves en forme d’arc, mais ils différaient par la forme des superstructures et leur équipement.
La Belliqueuse était conçue pour la lutte anti-sous-marine,. Sa coque avait une longueur hors tout de 60,2 mètres, une largeur de 7,2 mètres et un tirant d'eau de 2,9 mètres,. Son déplacement était de 310 tonnes à charge normale et de 410 tonnes à pleine charge,.
Le navire était propulsé par deux moteurs à vapeur verticaux à triple expansion d’une puissance de 1500 à 2200 ch, entraînant deux hélices,. La vapeur était fournie par deux chaudières à charbon système du Temple ou Normand,. La vitesse maximale du navire était comprise entre 14 et 17 nœuds,,. Le navire transportait 85 tonnes de combustible, ce qui lui permettait d’atteindre une autonomie de 2000 milles marins à une vitesse de 10 nœuds,.
L’armement de la canonnière se composait de deux canons de 100 mm modèle 1897 L/45 et de deux rampes pour larguer des grenades anti-sous-marines,,.
L’équipage du navire était composé de 55 officiers, officiers mariniers et matelots,,.

## Historique
La Belliqueuse a été construite aux Forges et chantiers de la Gironde à Bordeaux,. Elle a été mise en chantier en 1916, et lancée à Bordeaux le 25 avril 1917,. Elle est mise en service en 1917.

### Première Guerre mondiale
Durant la guerre, la canonnière a servi dans le golfe de Gascogne et en mer Méditerranée. Elle est affectée à la Division de Gascogne comme dragueur. Le 11 août 1917, elle aborde accidentellement la canonnière Audacieuse.
Elle fut administrativement considérée comme bâtiment armé en guerre durant les périodes suivantes : du 23 octobre 1917 au 10 février 1918 ; et du 25 mars 1918 au 24 octobre 1919, date de cessation des hostilités (Circulaire du 25 avril 1922 établissant la Liste des bâtiments et formations ayant acquis, du 3 août 1914 au 24 octobre 1919, le bénéfice du double en sus de la durée du service effectif (Loi du 16 avril 1920, art. 10, 12, 13.), §. A. Bâtiments de guerre et de commerce. ; Bulletin officiel de la Marine 1922, n°14, pp. 720 et 726.).

### Entre-deux-guerres
Tous les navires de classe Ardent ont survécu à la guerre. La majorité sont convertis dans les années 1920 en dragueurs de mines, avec un équipement mécanique de dragage. La Belliqueuse a été ainsi convertie entre 1918 et 1920,. Elle remplit cette fonction dans l’entre-deux-guerres jusqu’à la fin de son service, qui eut lieu en 1928,. Elle fut reclassée comme aviso en 1924, puis à nouveau comme canonnière en 1925. Elle est désarmée le 22 décembre 1927. Avec le croiseur Colmar, l’aviso-transport Indre, le ponton Baudouin et le remorqueur Solide, elle fut mise en vente le 22 novembre 1928 aux fins de démolition par le Bureau des Domaines de Brest selon la procédure d’adjudication publique sur soumissions cachetées (JO du 21 octobre 1928, p.11355).

## Commandants
- lieutenant de vaisseau Ernest Guillaume Pierre Bonnet[15], du port de Cherbourg, nommé à ce commandement par décret du 10 mars 1920 (JO du 12 mars 1920, p. 4111)[12],[16]
- lieutenant de vaisseau Marcel Victor Émile Richard Bastard[17], du port de Brest, nommé à ce commandement par décret du 8 mars 1922 (JO du 10 mars 1922, p. 2790)[12],[16]
- lieutenant de vaisseau Marc Charles Joseph Aubry de la Noé, du port de Cherbourg. Nommé à ce commandement par un décret du 8 mars 1924 (JO du 11 mars 1924, p. 2395). Commandement pris le 1er avril 1924 à Brest (JO du 13 mars 1924, p. 2484)[12],[16]
- lieutenant de vaisseau Georges Lehoullier[18], du port de Brest. Nommé à ce commandement par décret du 20 mars 1926 (JO du 21 mars 1926, p. 3524)[12],[16]